# Chucho Castillo
Chucho Castillo est un boxeur mexicain né le 17 juin 1944 à Nuevo Valle de Moreno et mort le 15 janvier 2013.

## Carrière
Passé professionnel en 1962, il devient champion du Mexique des poids coqs en 1967. Battu à deux reprises lors de championnats du monde de la catégorie contre Lionel Rose et Rubén Olivares, il remporte les ceintures WBA et WBC à sa 3e tentative le 16 octobre 1970 en battant Olivares lors du combat revanche. Ce dernier remporte finalement leur 3e affrontement le 2 avril 1971. Castillo met un terme à sa carrière en 1975 sur un bilan de 47 victoires, 17 défaites et 2 matchs nuls.